# クリックベイト

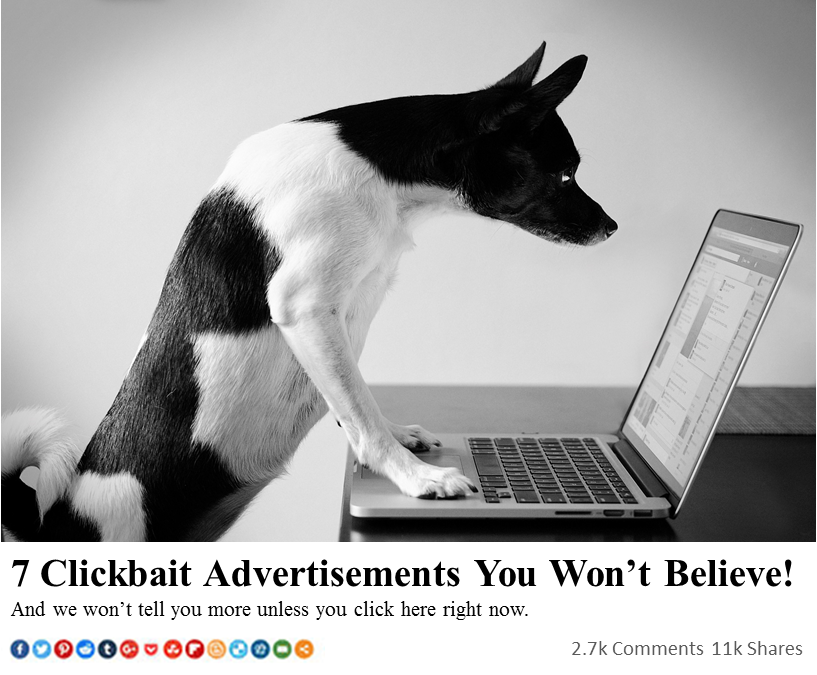
「信じられないほどヤバい7つのクリックベイト広告！もっと知りたい人は今すぐクリック」と言う画像。このように閲覧者の好奇心をそそって詐欺的リンクを踏ませるため、連番リスト形式を用いたり、「インフォメーション・ギャップ（情報格差）」つまり「閲覧者が既に知っている情報」と「知らない情報（知りたい情報）」のギャップ（格差）を利用する例がよくある。Wiredによると「連番リスト」と「情報格差の利用」はクリックベイトの2つの代表な手口とされている。

クリックベイト (英語: Clickbait) とは、ネット上の虚偽・誇大広告の形態の一つで、ネットユーザーの興味を引くような文面のテキストやサムネイル画像を用いてリンクを踏ませ、欺瞞的な内容のコンテンツを読ませたり、見せたり、聞かせたりするものである。扇情的あるいは誤解を招くような形で提示するのが典型的である。
「ティーザー広告」の狙いは「好奇心のギャップ（curiosity gap）」を利用すること、つまり、閲覧者に不十分な情報を見せることで「もっと知りたい」と言う好奇心を引き出すことにあり、閲覧者は「すでに持っている不十分な情報」と「リンクの先にある十分な情報」とのギャップ（格差）を埋めるべく、詐欺的な広告をクリックしてしまう。ティーザー広告は、ニュースサイトの閲覧者の好奇心をそそるには十分ではあるが、リンクされたコンテンツをクリックしない限りは好奇心が満たされない程度の不十分な情報しか見せない。クリックベイト型のヘッドライン（記事見出し）は、配信されたコンテンツの内容を正確に反映しない「撒き餌」を使うという点で、詐欺的な要素がある。「クリックベイト」の「ベイト」の部分は釣りから類推されたもので、釣り針に「エサ」（bait）を刺し通して偽装することで、魚（閲覧者）に「これを飲み込みたい（クリックしたい）」という気持ちにさせるところからきている。

## 意味
クリックベイトを定義する特性としては、なんらかの呼び物を用いてユーザがリンクをクリックするよう仕向けるという点における不実表示がある。この言葉の一般的な定義というものは存在しないが、メリアム・ウェブスター辞典は「読者がハイパーリンクをクリックするように設計されたもの、特にリンクが疑わしい内容や興味のコンテンツにつながる場合」と定義する。その一方でDictionary.comは「他のウェブサイト上の記事へ案内するために設計された、インターネット上の扇情的な見出しまたはテキストの一部」と定義する。
バズフィードの編集者ベン・スミスによるとバズフィードはクリックベイトをしておらず、クリックベイトを記事の内容について不誠実な見出しと厳密に定義している。スミスはバズフィードの見出しについて、「5歳の少女が末期がんの父親をディズニーワールドに連れて行くのに十分な資金を稼いだ」といった見出しはその見出しの約束通りの記事を伝えていると言う。スミスの見解からすると、見出しが正確に記事を説明している場合、それが目を引くように書かれているという事実はクリックベイトかどうか決めるにあたって関係がない。フェイスブックはユーザに表示されるクリックベイトの件数を減らそうとしている中、クリックベイトを「ユーザにクリックをするように勧めるが、何を表示するかは教えない見出し」と定義する。しかしこの定義では多くのクリックベイトだとされている内容を含んでいない。より多く使われている定義は、意図的に期待値を上げて、期待値以下の情報を提供する見出しとされている。
クリックベイトという用語は時折、単にある人にとって好ましくない記事を説明する際に使用されることもある。そのような場合、実際にはいかなる正確な用語の定義によってもそうした記事はクリックベイトではない。

## 背景
歴史的な観点から見ると、クリックベイトの作り手たちはイエロージャーナリズムの派生的な手法を使用しているが、イエロージャーナリズムとは十分に調べられていない誇張されたニュースや悪意のあるゴシップ、扇情主義的な見出しで人の目を引く方法である。このような扇情的な記事が生まれる原因の一つは札束ジャーナリズムと呼ばれるもので、記者が真偽を確認せずに情報源にお金を支払ってしまう。セレブリティや政治家が不確かな疑惑の格好の標的にされてしまうため、札束ジャーナリズムはアメリカにおいて非倫理的な慣行だとされている。『ワシントン・ポスト』のライター、ハワード・カーツによると「こういった盛んなタブロイドカルチャーは利益のためにセレブリティの安っぽい話や扇情的な話を取り込むことにより、過去におけるニュースというものの定義を消し去ってしまった」と述べている。 

## 使い方
悪意のあるファイルを広めたり、また他人の情報を盗む目的であるフィッシングを行ったりするためにクリックベイトの方法を使う者もいる。こういったサイバー攻撃はユーザが詳細を確認する為にリンクを開く際に起きる。クリックベイトは政治的目的でも用いられ、ポスト真実の政治の始まりだとも非難されている。『ガーディアン』の編集長キャサリン・ヴァイナーは、「正確性と真実性を犠牲に安いクリックを追跡すること」はジャーナリズムと真実の価値を損なったと書いた 。劇的な見出しの感動的な記事は多くシェアやクリックされている。この結果として、『スレート』が「侮辱的な行為の寄せ集め」であり、さまざまな政治的スペクトルをまたぐウェブサイトがはびこっていると呼ぶ状況が出てきた。これらのウェブサイトは政治的や文化的な問題に対するわかりやすい道徳的判断を行ったシェアできる短い記事を生み出すことで利益を得ていた。『ブレイトバート・ニュース』や『ハフィントンポスト』、『サロン』、『タウンホール』、『ゴーカー・メディア』などのウェブサイトが含まれている。
クリックベイトには様々な戦略があり、その中にはニュースやオンライン記事の見出しの構成でサスペンスやセンセーションを構築し、ユーザにクリックをするように促す手法も含まれている。これを達成するのによく使われるアプローチは、ユーザにとって興味のあるリンクや画像を使用し、貪欲やわいせつな関心に関連する好奇心を利用する方法である。例えばこういったコンテンツに卑猥な画像や「儲け話」が使用されることは珍しくない。 

## 批判

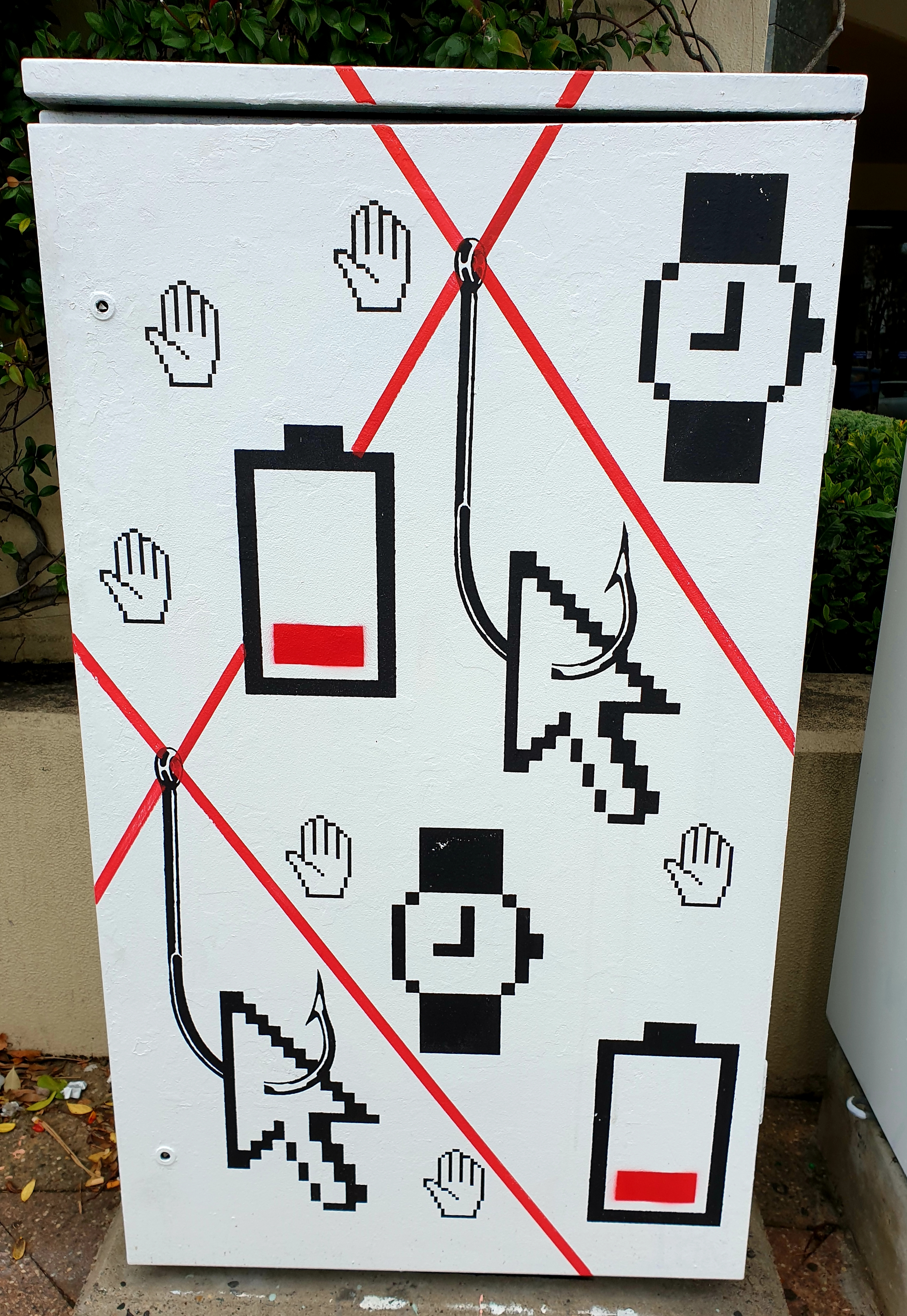
「クリックベイト」の芸術的な表現、ボンディ・ジャンクション

2014年までにはウェブ上のいたるところにクリックベイトが使用されていたせいで、クリックベイトは反発を呼び始めていた。風刺新聞『ジ・オニオン』はアップワージーやバズフィードのようなクリックベイトサイトをパロディ化した、クリックホールという新たなウェブサイトを立ち上げた。2014年8月にフェイスブックは自身のサイトでのクリックベイトの影響を減らすべく、他の手掛かりも使用しながら、ユーザがどれくらいの時間リンクにアクセスしているかでクリックベイトかそうでないコンテンツかを判断する技術的な対策を取ると発表した。アドブロックや広告のクリック数の全体的な低下はクリックベイトモデルに影響を及ぼし、ウェブサイトは閲覧率よりも記事の内容を重視しているスポンサー広告やネイティブ広告の使用を開始した。 
クリックベイトの問題が人々の興味を引き、徐々にクリックベイトを対処するツールが作成され始められている。例えばクリックベイト検出機能がブラウザに導入されたり、ツイッターなどコンテンツの共有ができるデジタルプラットホームではそれぞれのアルゴリズムをアップデートしクリックベイトのコンテンツをフィルターする機能をつけている。「ストップクリックベイト」などSNS上のグループはクリックベイトを失くそうと、クリックベイト記事の短いあらすじを提供し、「好奇心のギャップ」を埋めている。教師あり学習アルゴリズムの分野のさらなる進歩にもとづいて、クリックベイトリンクを報告すべく、研究コミュニティによりクリックベイト報告用のブラウザのプラグインも開発された。